# Hymenaster geometricus
Hymenaster geometricus är en sjöstjärneart som beskrevs av Percy Sladen 1882. Hymenaster geometricus ingår i släktet Hymenaster och familjen knubbsjöstjärnor. Inga underarter finns listade i Catalogue of Life.